# Zundereck
Das Zundereck ist der erste Gipfel im Archtalgrat, der das in den Bayerischen Alpen liegende Archtal mit dem markanten Kistenkar nach Westen begrenzt. Darauf folgen Zunderkopf, Archtalwand und Archtalkopf, letzterer bereits im Hauptzug des Estergebirges. Der Gipfel ist als schwierige Bergtour unmarkiert von Eschenlohe aus zugänglich.
Auf dem Gipfel befindet sich ein mittlerweile umgestürztes Gipfelkreuz mit Gipfelbuch.
Der Berg liegt über dem Tal der Loisach im Norden. An seinen Hängen entspringen die kleinen Zuflüsse Mühlbach und Urlaine. Der Berg liegt im Gemeindegebiet von Eschenlohe im Landkreis Garmisch-Partenkirchen.

## Galerie

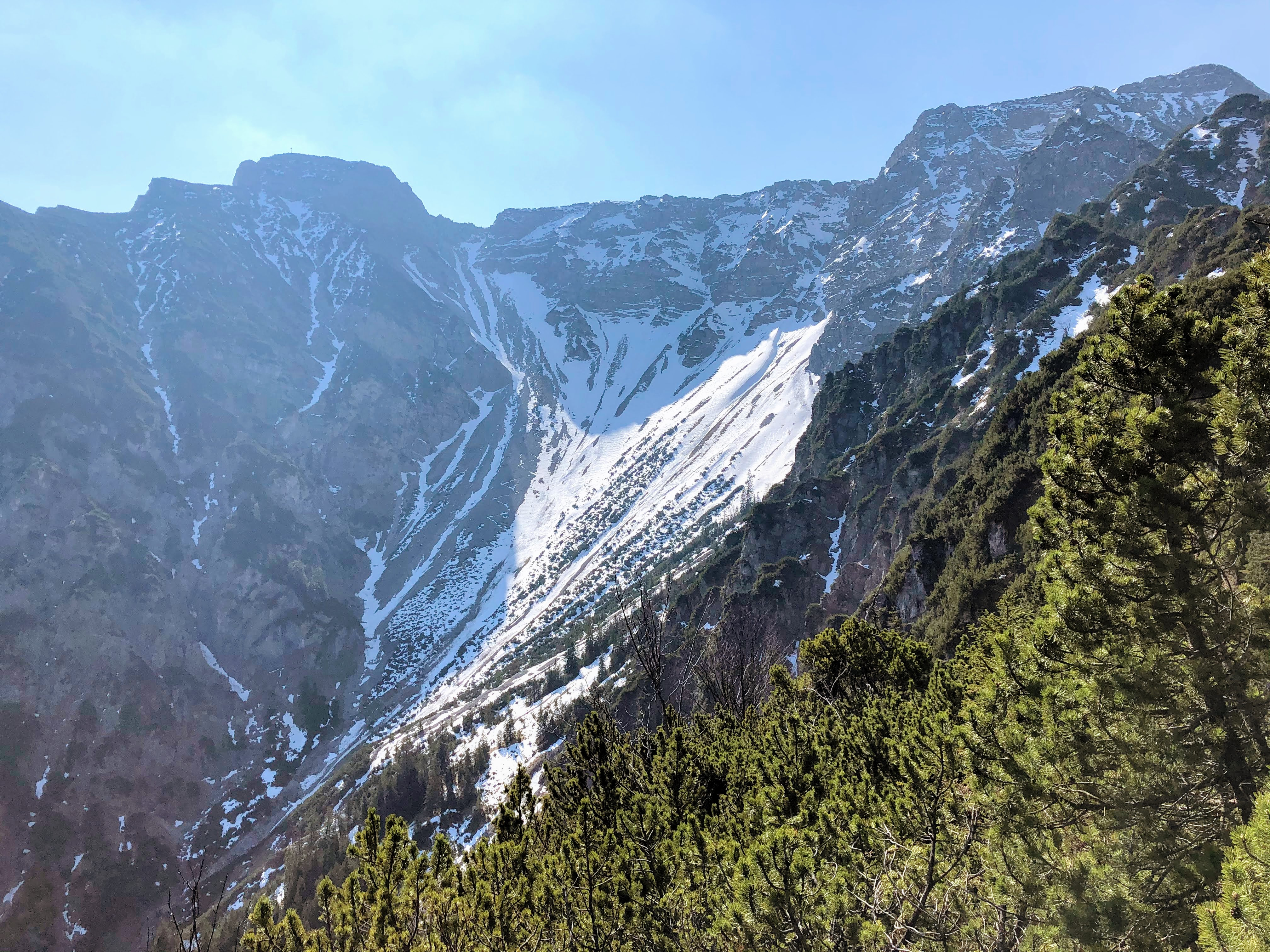
Kistenkar vom Zundereck aus